# Naylamp

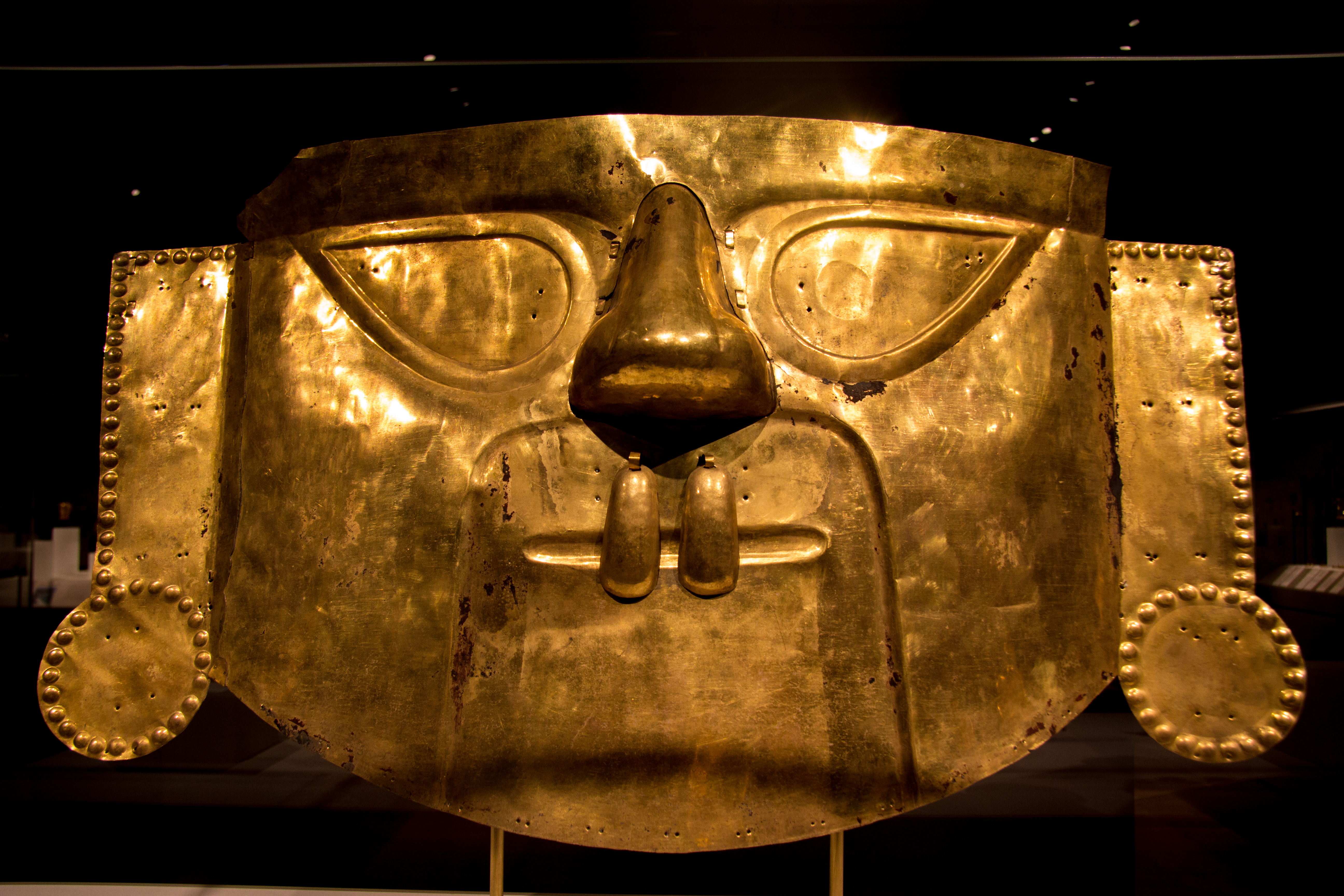
Mascara Funerária representando Naylamp

Naimlap, Ñaimlap, ou Ñamla é um personagem mitológico do Peru Antigo. De acordo com histórias coletadas por cronistas espanhóis, ele veio do mar, trazendo a civilização para as terras Lambayecanas (norte do atual Peru), onde fundou um reino ou senhorio em que vários reis sucederam uns aos outros (Cultura lambayeque), antes de serem conquistados pelos Chimus. Na arte pré-colombiana é representada com características antropomórficas e zoomórficas combinadas (preferencialmente ave). Seu nome significaria, na língua Moche, ave ou galinha da água. Para Federico Kauffmann Doig, é uma versão do deus andino da água.   